# Homoiomerien
Homoiomerien, auch Homöomerien, (von altgriechisch ὀμοιομερής homoiomerés „gleichteilig“) sind ein Konzept der Vorsokratiker, das von Anaxagoras propagiert wurde. Erstmals verwendet wird der Begriff der Homoiomerien (ὀμοιομέρειαι homoioméreiai [Plural]) von Aristoteles in seiner Physik, um Anaxagoras’ philosophische Hauptideen zu kennzeichnen.
Für Anaxagoras waren die später Homoiomerien genannten homogenen Partikel „Samen“ und als solche die letzten (kleinsten) Partikel der Substanz, die in unendlich kleinen Bestandteilen in allen Dingen von Anfang an vorhanden sind. Sie unterscheiden sich durch Gestalt, Farbe und Geschmack. In jedem Stoff können neben dem Hauptsamen die Samen von unterschiedlichen Stoffen enthalten sein. So kann ein Stoff in einen anderen verwandelt werden.
Anaxagoras setzt diese Samen in einen Gegensatz zu der Lehre von den Vier Elementen. Homoiomere sind ewig, unzerstörbar, unveränderlich und im Gegensatz zu den qualitätslosen Demokrit-Atomen unendlich vielfältig.